# Pamela Weisshaupt
Pamela Weisshaupt est une rameuse suisse, née le 2 mars 1979.

## Palmarès

### Championnats du monde
- 2009 à Poznań,  Pologne
  -  Médaille d'or en skiff poids légers
- 2008 à Linz,  Autriche
  -  Médaille d'or en skiff poids légers